# ليليان برونسون
ليليان برونسون (بالإنجليزية: Lillian Bronson)‏ هي ممثلة أمريكية، ولدت في 21 أكتوبر 1902 في لوكبورت في الولايات المتحدة، وتوفيت في 2 أغسطس 1995 في لوس أنجلوس في الولايات المتحدة.

## وصلات خارجية
- ليليان برونسون على موقع IMDb (الإنجليزية)
- ليليان برونسون على موقع أول موفي (الإنجليزية)
- ليليان برونسون على موقع قاعدة بيانات برودواي على الإنترنت (الإنجليزية)
- ليليان برونسون على موقع قاعدة بيانات الفيلم (الإنجليزية)